# Agrippa de Nettesheim
Heinrich Cornelius Agrippa von Nettesheim, Enric Corneli Agripa de Nettesheim, o Agrippa de Nettesheim (Colònia, 14 de setembre de 1486 - Grenoble, 18 de febrer de 1535), va ser un famós escriptor, filòsof, alquimista, cabalista, metge i ocultista alemany. Es considera una figura important del feminisme de la seva època.

## Biografia
En la seva obra principal, D'occulta philosophia libri tres (impresa completa el 1533 a Colònia), va recollir tot el coneixement medieval sobre màgia, astrologia, alquímia, medicina i filosofia natural i el va recolzar teòricament. Erudit de fama i protegit per diferents cases regnants o nobles, va ser amic de gran part dels filòsofs i grans de la seva època. Durant un temps, va estar al servei dels emperadors Maximilià I, de Carles I d'Espanya, com a historiògraf, i del rival d'aquest últim, el papa Climent VII.
Va estar en les més conegudes universitats europees del seu temps com a estudiant i com a professor d'hebreu i filosofia. En la seva època, va arribar a convertir-se en un referent del corrent animista, menyspreant el coneixement empíric i defensant la teoria en la qual es considera el món com un tot orgànic dirigit per un esperit universal. Més tard, abandonaria totes les seves teories, afirmant la vanitat de tot saber i la validesa de la Bíblia.
Les seves idees i dedicació a l'estudi de les ciències ocultes el van obligar a viure en un constant èxode, en ser perseguit en diversos països. Durant el seu pelegrinatge per Alemanya, França i Itàlia, va treballar com a teòleg, físic, advocat i soldat.
En el seu concepte del món, combina sobretot el neoplatonisme del Renaixement amb la càbala, és a dir, amb el que en la seva època s'entenia sota aquest concepte en els cercles intel·lectuals no jueus. Es tracta només d'una «càbala pràctica» que recull el folklore i la màgia internacional. La importància d'Agrippa von Nettesheim resideix en el fet d'haver compilat en una magnífica obra d'harmonització la demonologia jueva medieval amb la cristiana. En resum, la seva doctrina ens diu el següent: Déu governa el món, encara que l'execució de la seva voluntat, la deixa als seus servidors, entre els quals també es troben els dimonis. El món està constituït de manera jeràrquica i tot està animat. Les ànimes de l'ésser humà, de l'animal, de la planta i del mineral són part de l'ànima.
Com vulgui que cadascun dels cels i astres també té una ànima, sobre els quals hi ha situats en un pla superior uns regents a manera d'intel·ligències superiors, d'igual manera que uns serfs subordinats com a ajudants, l'astrologia i la màgia ritual són de vital importància en el seu concepte del món. D'aquesta manera, totes les coses es troben unides entre si i tenen un efecte atraient o repulsiu sobre si mateixes. L'ésser humà com a microcosmos és alhora la imatge de l'univers i de Déu, que junts formen el macrocosmos. El seu D'Occulta Philosophia està dividit en tres llibres: Màgia natural (física), Màgia celeste (matemàtiques) i Màgia cerimonial (teologia). És notable la influència en el seu pensament de Marsilio Ficino.
Segons alguns, la història de la ciència moderna atribueix un paper molt important a les doctrines esotèriques i ocultistes d'Agrippa von Nettesheim en el sorgiment de la revolució científica del segle xvii. Aquesta recerca de les forces ocultes de la natura, que no s'ajustava a les idees de la doctrina cristiana i que només podia dur-se a terme en organitzacions secretes de persones de la mateixa ideologia, representa el punt de partida de la ciència moderna. La superació del pensament formalista i rutinari medieval es va efectuar mitjançant manifestacions molt antigues de la màgia, heretades de l'antiguitat. Després, aquesta nova forma de pensament o racionalitat alternativa va desenvolupar la seva pròpia dinàmica i es va alliberar dels elements màgics.

## Obres
Les seves obres, àdhuc no exemptes d'errors, reflecteixen una gran erudició i controvèrsia amb la mentalitat del seu temps, i arribà a ser empresonat per aquest motiu a Brussel·les. A continuació, se n'indiquen algunes de les més importants:
- D'occulta philosophia libri tres (Els tres llibres de la filosofia oculta). La impressió completa dels tres llibres es va realitzar a Colònia el 1531, malgrat que pel que sembla ja estava redactada des del 1510.[1] És un tractat de màgia i ocultisme, que va ser inclòs en l'Index librorum prohibitorum de la Inquisició.
- De nobilitate et praeccellentia faemini sexus (De la noblesa i preexcel·lència del sexe femení), 1529. És un llibre sobre la igualtat de les dones.
- D'incertitudine et vanitate de scientiarum et Artium (De la incertesa i vanitat de les ciències i les arts). Imprès a Colònia el 1527, és una sàtira del paupèrrim estat de la ciència en el seu temps.
- La Commentaria in artem brevem Raimundi Lullii, 1533.
- Numerología oculta. Basat sobretot en Pitàgores i en la càbala hebrea, realitza una síntesi del saber ocult de l'antiguitat pel que a guarismes es refereix.